# Pelourinho da Lousã
O Pelourinho da Lousã é um pelourinho situado na freguesia de Lousã, no município de Lousã, distrito de Coimbra, em Portugal.
Está classificado como Monumento Nacional desde 1910.